# Herren är min herde god
Herren är min herde god är en psalm om den gode herden, en parafras över Psaltaren 23, av Axel Fredrik Runstedt.
I flera psalmböcker uppges den vara författad 1908, men enligt Oscar Lövgren ingår den i Edvard Evers' förslag till psalmbokstillägg från 1906 och måste alltså vara skriven senast detta år. Versionen i psalmboken 1937 är en lättare bearbetning av den ursprungligen publicerade psalmen.
Melodin är av Gunnar Wennerberg 1869 (Bess-dur, 4/4), skriven till texten Utrannsaka mig, min Gud, även den en psaltarparafras (över Psaltaren 139:23f).

## Publicerad i
- Nya psalmer 1921, tillägget till 1819 års psalmbok, som nr 587 under rubriken "Det Kristliga Troslivet: Troslivet hos den enskilda människan: Trons glädje och förtröstan".
- Sionstoner 1935 som nr 390 under rubriken "Nådens ordning - Trosliv och helgelse".
- 1937 års psalmbok som nr 307 under rubriken "Trons glädje och förtröstan".
- Den svenska psalmboken 1986 som nr 558 under rubriken "Förtröstan, trygghet".
- Psalmer och Sånger 1987 som nr 626 under rubriken "Att leva av tro - Förtröstan - trygghet".[1]